# Cyanotis ceylanica
Cyanotis ceylanica är en himmelsblomsväxtart som beskrevs av Justus Carl Hasskarl. Cyanotis ceylanica ingår i släktet Cyanotis och familjen himmelsblomsväxter.
Artens utbredningsområde är Sri Lanka. Inga underarter finns listade.